# 우리가 아는 맛-알토란
《우리가 아는 맛-알토란》은 MBN에서 매주 일요일 저녁 5시에 방송되는 교양 프로그램이다.

## 프로그램 소개
대한민국 대표 셰프들이 선보이는 집밥 비법! 그들의 자존심을 걸고 공개하는 최고의 '한 끼'를 다루는 공감 100%, 활용 100% 정보 프로그램.

## 방송 시간
| 방송 채널 | 방송 기간                                                         | 방송 시간                    |
| --------- | ----------------------------------------------------------------- | ---------------------------- |
| MBN       | 2014년 10월 19일 ~ 2019년 7월 28일                                | 매주 일요일 밤 11:00 ~ 12:40 |
| MBN       | 2019년 8월 4일 ~ 2022년 5월 29일 2023년 1월 1일 ~ 2023년 7월 16일 | 매주 일요일 밤 11:00 ~ 12:20 |
| MBN       | 2023년 7월 23일 ~ 현재                                            | 매주 일요일 저녁 5:00 ~ 6:20 |
| MBN       | 2022년 6월 7일 ~ 2022년 12월 13일                                 | 매주 화요일 밤 9:10 ~ 10:20  |

## 진행자
- 이상민
- 차유나
- 이연복
- 레오 란타

## 같이 보기
관련 항목
- 요리
- 음식

방송 프로그램
- 한식탐험대 (KBS 시사교양본부 제작)
- 한국인의 밥상 (KBS 1TV)
- 신상출시 편스토랑, 백종원 클라쓰 (KBS 2TV)
- 최고의 요리 비결 (EBS 1TV)
- 찾아라! 맛있는 TV, 백파더: 요리를 멈추지 마!, 볼빨간 신선놀음, 로컬 식탁 (MBC TV)
- 결정 맛대맛, 백종원의 골목식당, 맛남의 광장, 식자회담 - 국가발전 프로젝트 (SBS TV)
- 식객 허영만의 백반기행 (TV조선)
- 삼시세끼, 백패커 (tvN)
- 맛있는 녀석들 (iHQ)
- 노중훈의 여행의 맛 (MBC 표준FM)